# مستند ويب
مستند ويب هو مصطلح مشابه لصفحة ويب، لكنه يغطي المجال الأوسع لتعريف (رابطة الشبكة العالمية):
«... لكل مستند ويب معرف الموارد الموحد الخاص به. يجب الانتباه أن مستند ويب لا تعني ملف ملف حاسوب: مستند ويب يمكن ان يتوفر بصيغ مختلفة وبلغات متددة، وملف واحد، على سبيل المثال سكربت PHP، يمكن ان يكون عدد كبيراً من مستندات الويب بروابط مختلفة. مستند الويب يعرف بأنه شيء له معرف الموارد الموحد ويستطيع ان يرد على الطلبات (الرد قد يكون في صيغ مختلفة مثلHTML أو JPEG أو RDF) من الموارد المعرفة رداً على طلبات HTTP. في المصلح التقني... المصطلح مصدر المعلومات يستخدم بدلا من مستند ويب.».
المصطلح «مستند ويب» ليس له معنى واضح في كثير من المصادر (انظر
وأخرى), لكن جميع هذه المصادر توافق التعريف في الأعلى.
الأبحاث في مجالات مثل«استرجاع مستند ويب» و«تحليل مستند ويب» (انظرp. ex.) تحاول توضيح التعريف الصحيح لهذا المصطلح.
الفكرة الرئيسية هي ان مصدر واحد في نظام HTTP، يتمكن من تشكيل العديد من الطلبات، والتي تكون من آليات مختلفة مثلتفاوض المحتوى.

## وصلات خارجية
- W3C Recommended list of XML-Web documents.

قالب:WebManTools